# Dover (Minnesota)
Dover è un comune degli Stati Uniti d'America, situato nello Stato del Minnesota, nella Contea di Olmsted.